# Andiskári
Andiskári, en grec moderne : Αντισκάρι, est un village du dème de Phaistos, en Crète, en Grèce. Selon le recensement de 2011, la population d'Andiskári compte 250 habitants. Il est situé à une altitude de 250 m et à 63 km de Héraklion.